# Berlebeck
Berlebeck ist ein Ortsteil der lippischen Stadt Detmold in Nordrhein-Westfalen in Deutschland.

## Geographie
Der 12,6 km² große Ort liegt etwa fünf Kilometer südlich des Detmolder Stadtzentrums, zwischen bewaldeten Hügeln am Nordrand des Teutoburger Waldes, dem Wallberg (256 m ü. NHN) im Osten und dem Hahnberg (260 m ü. NHN) im Westen, der von der Hohen Warte (325 m ü. NHN) überragt wird.
Die benachbarten Detmolder Ortsteile sind Heiligenkirchen und Hornoldendorf. Im Süden des Ortsteils liegt Johannaberg.

## Geschichte

### Mittelalter
Berlebeck wird erstmals 1151 als Bertelwic erwähnt.
Die ersten Höfe gab es aber nachweislich schon um 1000 n. Chr. im sumpfigen Tal der Berlebecke, und ab 1550 wurden die ersten Straßenköttersiedlungen im Bereich des Hahn- und Stembergs gebaut. Schon vorher entstand vermutlich der Hof Krugmeier, ein bedeutender Ausspannhof für Pferde und Dorfkrug, der später von der Fürstlichen Forstdirektion aufgekauft wurde. Noch heute ist neben dem restaurierten Gebäude ein Backhaus von 1862 zu finden.

### Neuzeit
Am Ortseingang Berlebecks liegt der im Jahr 1488 erbaute Wächterhof, der noch heute in Familienbesitz ist. Die Hofbewohner hatten ehemals die Aufgabe, den Zugang zum Dorf zu überwachen. Auf dem Grundstück einer Schleifmühle, die 1548 urkundlich als sliphutte bezeichnet wird, errichtet man 1607 eine Papiermühle. Heute steht an dieser Stelle das Haus des Gastes. In Berlebeck gab es im 17. und 18. Jahrhundert außerdem eine Eisenschmelze, einen Eisenhammer, eine Geschützgießerei und eine Pulvermühle. Berühmt war auch das große Hotel Sommerfrische Johannaberg unweit des heutigen Gasthauses Hirschsprung. Es wurde 1950 abgerissen. Im Juli 1889 weilte dort der Komponist Max Bruch.

### 20. Jahrhundert
Zum 1. Januar 1970 wurde Berlebeck in die Kreisstadt Detmold eingegliedert.

### Ortsname
Neben der Ersterwähnung als Bertelwic (1151) sind im Laufe der Jahrhunderte folgende Versionen ebenfalls als Ortsnamen belegt: Bertelwich (14. Jh.), Bartelwick (1324 bis 1360), Bertelwyk und Beke (um 1390, im Landschatzregister), Bertelwig (um 1409), Bertelwyg (1409/10), Bertelwick (1410), Bertelbeke (1471), Bertelbecke (1497, im Landschatzregister), Beyrlebecke (1502), Beerlebecke (1526), Berlbecke (1535, im Landschatzregister), Birlbeck (1590), Beierlebecke (1610), Berlebekh (1618, im Landschatzregister), Berlebeck (1620, im Salbuch), Birlebeck (1656) sowie Berlebeck (ab 1728).

## Politik
Ortsbürgermeister und Vertreter im Stadtrat war lange Zeit Harald Matz (SPD), dem es zu verdanken ist, dass Berlebeck den Titel "Erholungsort" bekommen hat. Nach seinem Tod ist Beate Herzke die aktuelle Ortsbürgermeisterin von Berlebeck.

## Kultur und Sehenswürdigkeiten
Der Luftkurort bietet den zahlreichen Besuchern einige Sehenswürdigkeiten. Auf einer Anhöhe, der Kelle, liegt die Adlerwarte, die größte Greifvogelwarte Deutschlands mit zurzeit 180 Vögeln. Sie ist vom 16. Februar bis 15. November täglich geöffnet und bietet Freiflugvorführungen mit Adlern, Geiern und Falken. Etwas weiter westlich liegt auf einem Bergsattel das Gasthaus Hangstein. Links abseits der Paderborner Straße findet man auf einer bewaldeten Höhe (372 m) die Ruine der um 1200 erbauten Falkenburg, der vermutlich ältesten lippischen Burg, die für die Entwicklung des Gebiets nordöstlich des Teutoburger Waldes bedeutungsvoll war. In der Burg war aus Anlass der Eversteiner Fehde zu Beginn des 15. Jahrhunderts der Herzog Heinrich I. von Braunschweig längere Zeit in Gefangenschaft.
Die südlich des Ortes in den Bergen liegenden Berlebecker Quellen und die Berlebecke sind der Hauptlieferant für das Detmolder Trinkwasser. Das Wasserwerk wurde 1899 erbaut und besitzt ein sehenswertes Sandsteinportal, in dem die Schenkung durch das Fürstenhaus dargestellt wird.

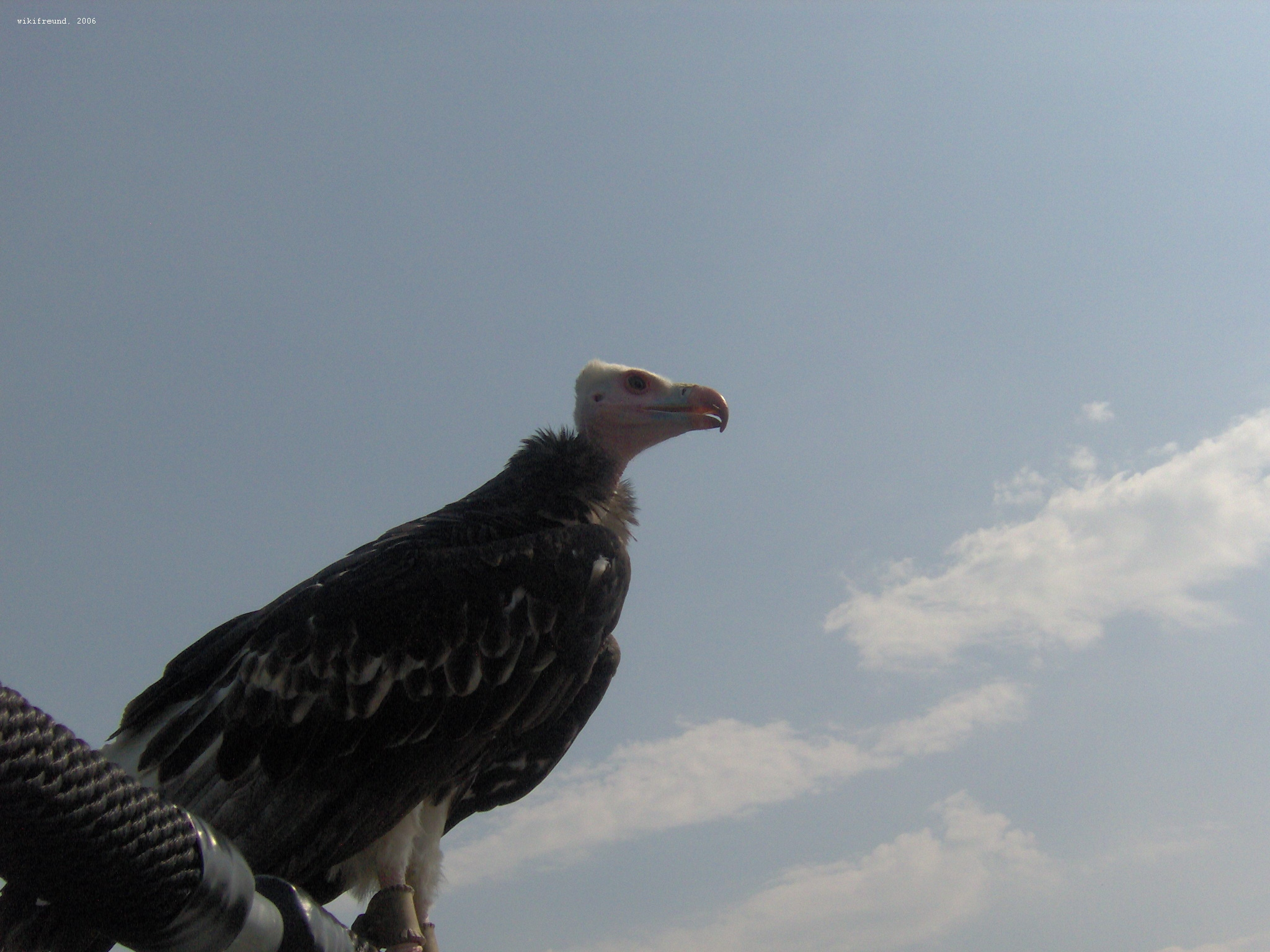
Wollkopfgeier auf der Adlerwarte. Aufnahme Juli 2006
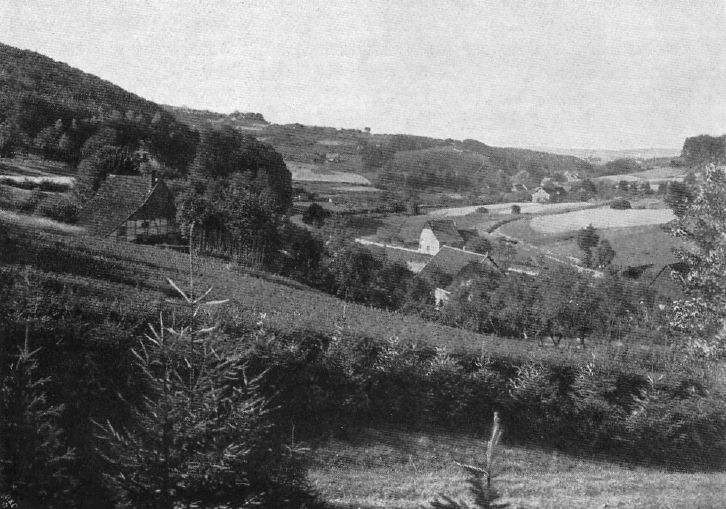
Berlebeck, Anfang des 20. Jahrhunderts
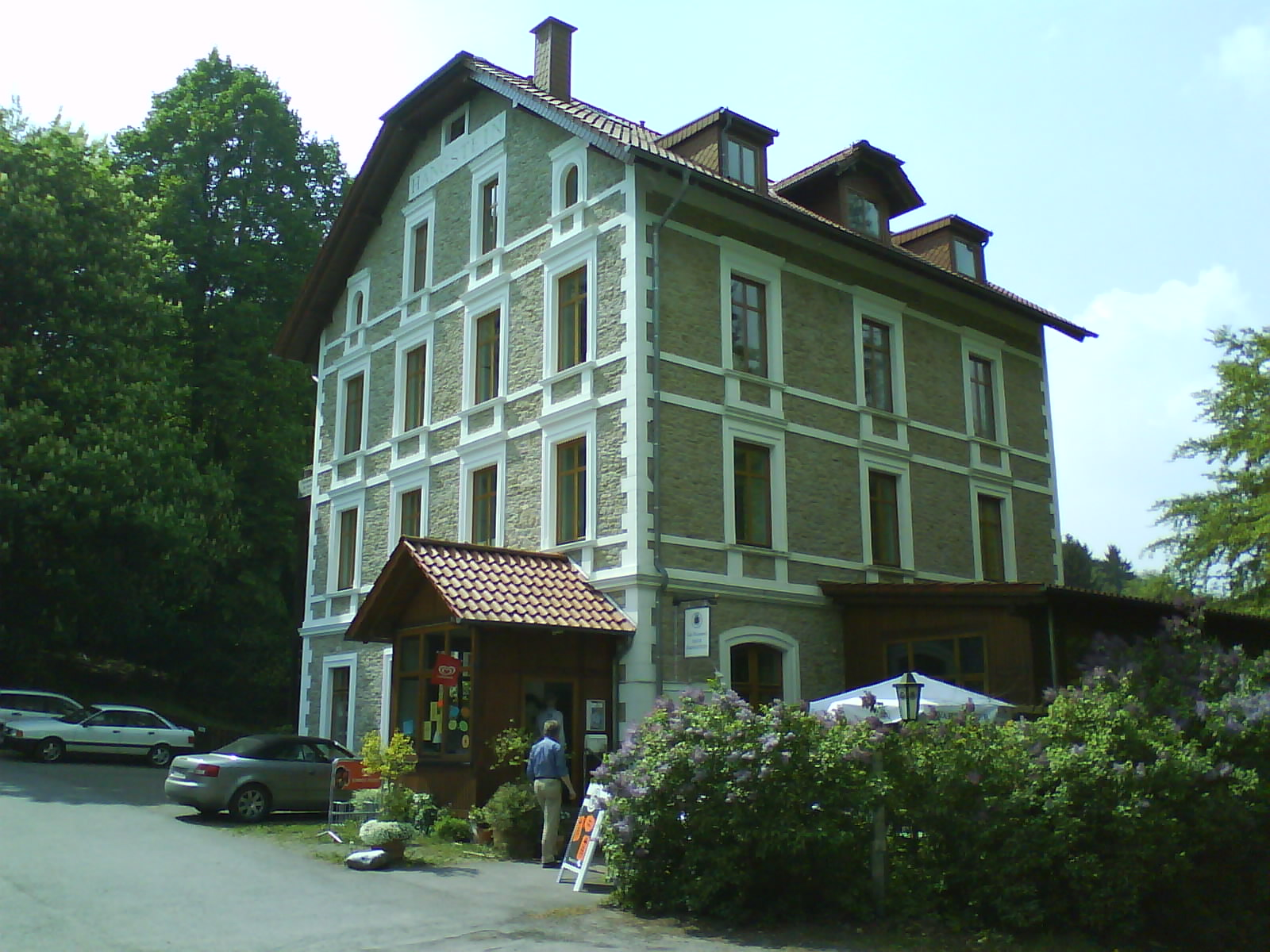
Gasthaus Hangstein, westlich von Berlebeck
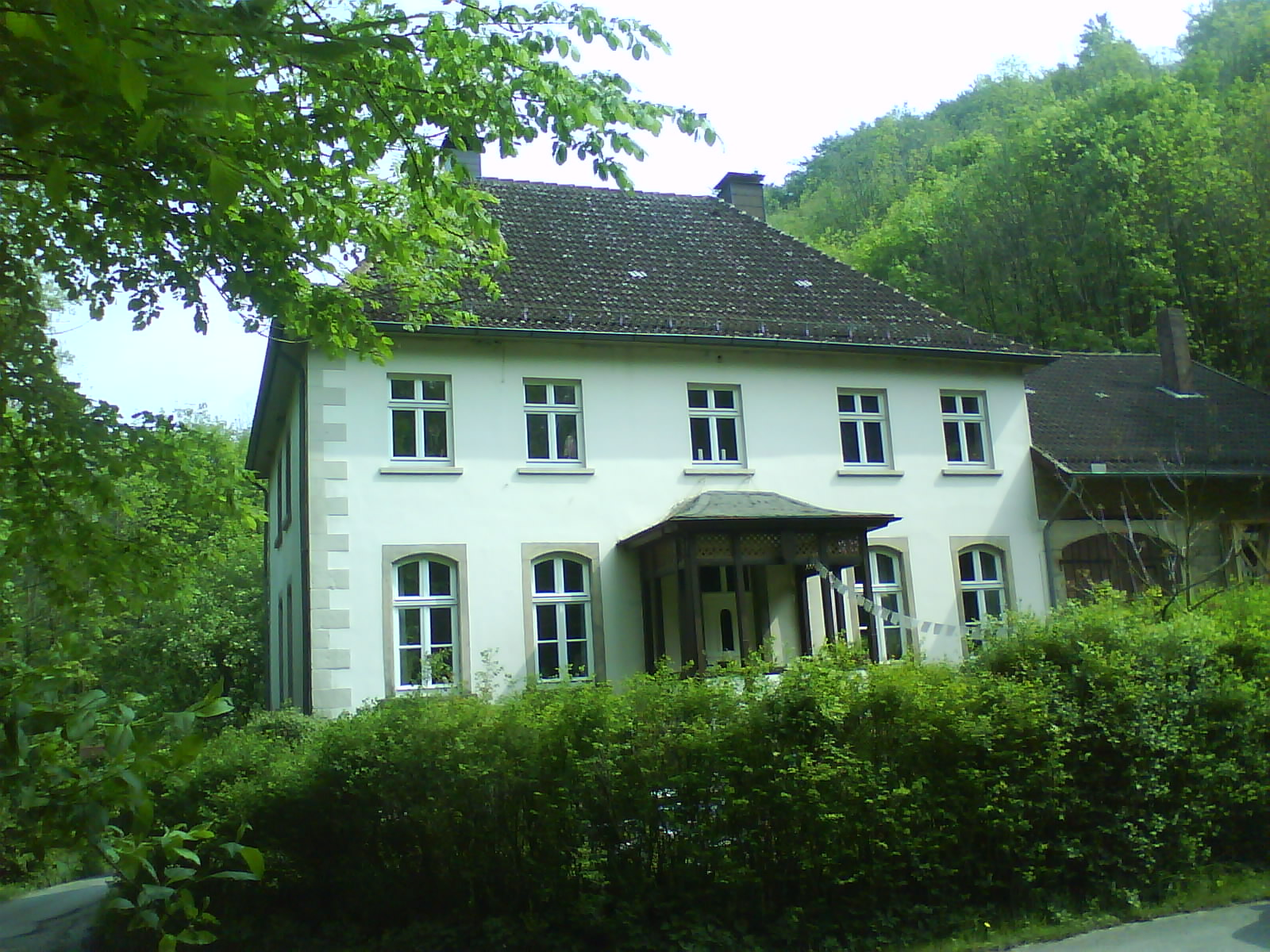
Forsthaus Hirschsprung, südlich von Berlebeck bei der Falkenburg
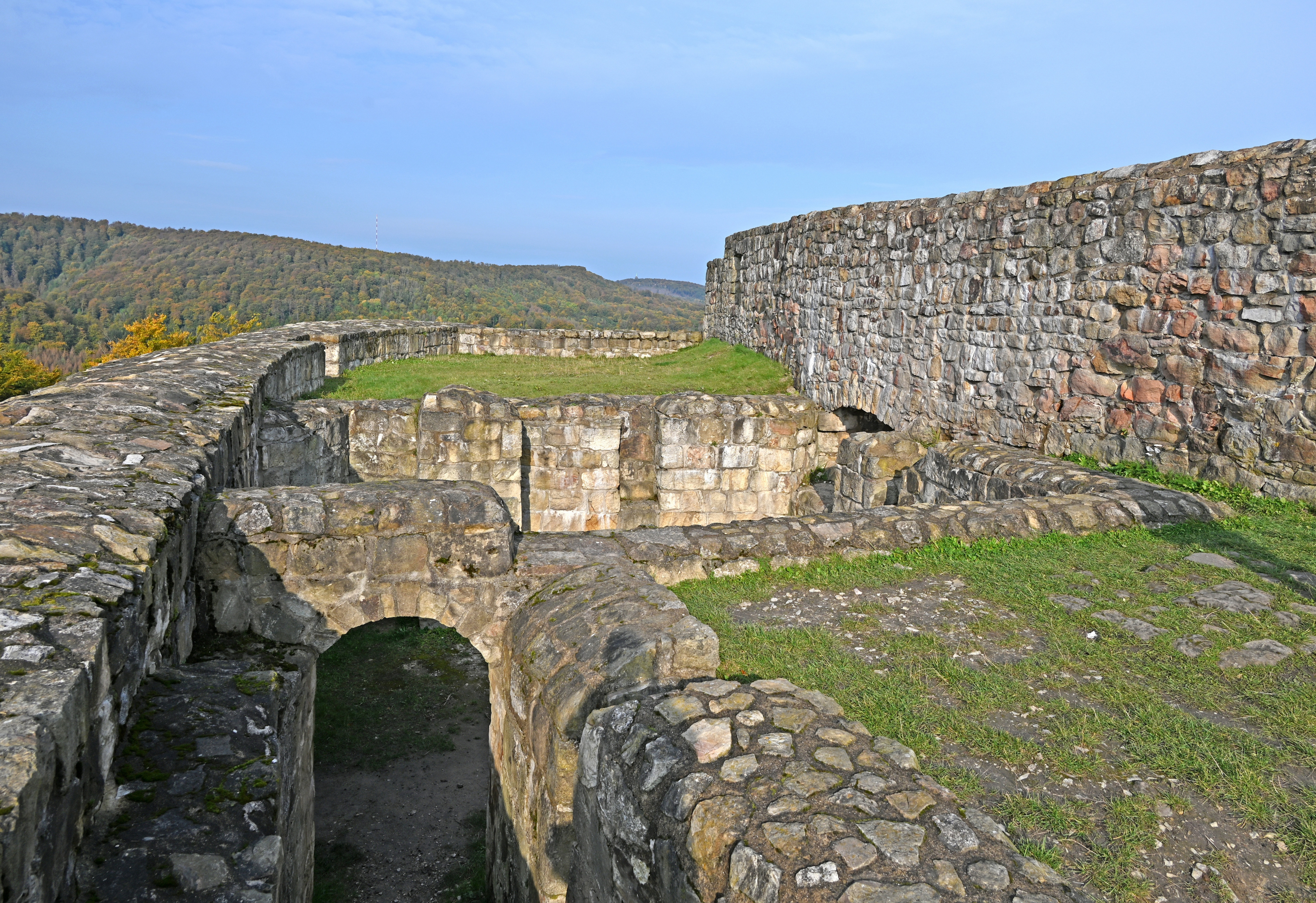
Ruine Falkenburg